# Lijst van burgemeesters van Brakel (Nederland)
Dit is een lijst van burgemeesters van de voormalige Nederlandse gemeente Brakel in de provincie Gelderland.

| Ambtsperiode                        | Naam burgemeester                 | Partij of stroming | Bijzonderheden |
| ----------------------------------- | --------------------------------- | ------------------ | --- |
| 1810 - 1811                         | J.E. Rom van Pouderoijen          |                    | |
| 1811 - 1817                         | J.M.G. Hoffman van Hove           |                    | |
| 1818 - 18 maart 1842                | Wilhelmus van Dam van Brakel      |                    | heer van Brakel |
| 18 maart 1842 - 1874                | A. van Os                         |                    | In een deel van dezelfde periode tevens burgemeester van Poederoijen.                                                       |
| 1875 - 1900                         | J. van Dalen                      |                    | In dezelfde periode tevens burgemeester van Poederoijen.                                                                    |
| 1900 - 1935                         | S. van Dalen                      |                    | In dezelfde periode tevens burgemeester van Poederoijen.                                                                    |
| 1935 - 1961                         | W.J. Pos                          |                    | In een deel van dezelfde periode tevens burgemeester van Poederoijen en aansluitend waarnemend burgemeester van Doornspijk. |
| 1945 - 1945                         | D.W. van Dam van Brakel           |                    | Waarnemend. In dezelfde periode tevens waarnemend burgemeester van Poederoijen.                                             |
| 1 februari 1961 - 29 oktober 1966   | J. (Jan) Aantjes                  | ARP                | Aansluitend burgemeester van Oud-Beijerland.                                                                                |
| 9 november 1966 - 15 september 1967 | D.J. (Dirk Jan) Pott              | ARP                | waarnemend, in deze periode tevens burgemeester van Kesteren.                                                               |
| 1967 - 11 februari 1979             | J. (Johannes) van Eck (1918-1979) | ARP                | |
| 16 september 1979 - 1985            | H. (Hugo) Harrewijn               | CHU / CDA          | Aansluitend burgemeester van Woudenberg.                                                                                    |
| 1 augustus 1985 - 1988              | J.W. (Jan Willem) Bol             | CDA                | Waarnemend. Voorheen burgemeester van Opperdoes, Medemblik en Bunschoten.                                                   |
| 1988 - 1997                         | W. (Willem) Hoornstra             | CDA                | |
| 1997 - 1999                         | H. (Hugo) Harrewijn               | CDA                | Waarnemend (was ook van 1979 tot 1985 al burgemeester van Brakel).                                                          |